# Peter Schaufuss
Peter Schaufuss (født 26. april 1949 i København) er en dansk danser, koreograf og balletmester med afgangseksamen fra Det Kongelige Teaters Balletskole.

## Karriere
Peter Schaufuss var tilknyttet Det Kongelige Teater i slutningen af 1960’ erne, hvor han bl.a. i samarbejde med Ache havde pæn succes med opførelsen af Rock – balletten De Homine Urbano, der havde premiere 4. Januar 1970. Herefter var han solodanser ved flere udenlandske Balletter, indtil han opnåede stillingen som balletmester ved London Festival Ballet 1984-90, ved Deutsche Oper i Berlin 1990-94 og ved Den Kongelige Ballet 1994-95.
I 1997 oprettede han Peter Schaufuss Balletten i Holstebro. I 2009 bestod denne af 15 dansere, hovedsagelig udlændinge, og den har i hele perioden turneret i Danmark og i udlandet. Peter Schaufuss Balletten havde 18.september 2009  premiere på The Who’s rock-opera Tommy  fra 1969. Forestillingen havde verdenspremiere i Musikteatret i Vejle 18. september 2009.
Efter en strid med Holstebro Kommune om opførelsen af et nyt ballethus i byen, har Schaufuss mistet den kommunale støtte og fra 2010 ligeledes støtten fra staten på finansloven.

## Hæder
- Ridder af Dannebrog
- Evening Standard Award
- Laurence Olivier Award (Outstanding Achievement in Dance)